# Vlag van Bourgondië

Vlag van Bourgondië

De vlag van Bourgondië wordt gevormd door het wapen van de hertogen van Valois-Bourgondië. Dit wapen combineert het wapen van Filips de Stoute als hertog van Touraine met het wapen van de Capetingse hertogen van Bourgondië. Frankrijk was tot het einde van de achttiende eeuw verdeeld in provincies.
De vlag bestaat uit vier kwartieren die in een geblokt rood-wit kader zijn geplaatst:
1. Linksboven en rechtsonder: Een blauw veld met drie gouden lelies, symbool van de koninklijke wapens van Frankrijk.
2. Rechtsboven en linksonder: Een blauw veld met diagonale gouden en blauwe banen, afkomstig van de hertogelijke wapens van Bourgondië.
3. Kader: Een patroon van rode en witte blokken, bekend als een bordure compony.

De vlag combineert de wapens van het moderne Bourgondië (linksboven en rechtsonder) met die van het oude Bourgondië (rechtsboven en linksonder).
Naast deze vlag is er tree andere vlaggen die in de regio Bourgondië gebruikt: Een logovlag op een wit veld, wordt gebruikt door de voormalige regionale raad. Het Bourgondisch kruis, wordt vooral in het verleden gebruikt als een historisch vaandel en strijdvlag door houders van de titel van heerser van Bourgondië en hun onderdanen.

Wapen van Bourgondië
Logovlag
Bourgondisch kruis

De regio maakt na de regionale herindeling per januari 2016 deel uit van de regio Bourgogne-Franche-Comté. Hierdoor is de vlag niet meer in gebruik.

## Hertogdom Bourgondië

Vlag van het hertogdom Bourgondië

Het hertogdom Bourgondië werd in 1032 in naam onafhankelijk van Frankrijk. Halverwege de zestiende eeuw verdween dit hertogdom in de Bourgondische Kreits van het Heilige Roomse Rijk. De vlag van dit hertogdom bestond uit drie horizontale banen in de kleurencombinatie rood-wit-rood, Leuven, Oostenrijk en Gouda hebben dezelfde vlag.
Rijksstad Aken · Anhalt · Baden · Bataafse Republiek · Koninkrijk der Beide Siciliën · Koninkrijk Beieren · Groothertogdom Berg · Hertogdom Bourgondië · Brunswijk · Cornwall · Koninkrijk Dalmatië · Vrije Stad Danzig · Duitse Democratische Republiek · Duitse Rijk · Deutschösterreich · Engelse Gemenebest · Koninkrijk Etrurië · Vrijstaat Fiume · Republiek Gumuljina · Koninkrijk Hannover · Hanze · Heilige Roomse Rijk · Herceg-Bosna · Hessen-Darmstadt · Hessen-Kassel · Hessen-Homburg · Volksstaat Hessen · Idel-Oeral Staat · Joegoslavië · Kerkelijke Staat · Koeban · Koerland · Republiek Krakau · Lucca · Prinsbisdom Luik · Luikse Republiek · Mecklenburg-Schwerin · Mecklenburg-Strelitz · Memelland · Midden-Litouwen · Nazi-Duitsland · Neutraal Moresnet · Occitanië · Oldenburg · Oost-Roemelië · Oostenrijk-Hongarije · Ottomaanse Rijk · Parthenopeïsche Republiek · Pommeren · Pruisen · Republiek Ragusa · Reuss jongere linie · Reuss oudere linie · Volksstaat Reuss · Rijnprovincie · Protectoraat Saarland · Saksen · Saksen-Altenburg · Saksen-Coburg en Gotha · Saksen-Hildburghausen · Saksen-Meiningen · Savoie · Servië en Montenegro · Sovjet-Unie · Transkaukasische Socialistische Federatieve Sovjetrepubliek · Tsjecho-Slowakije · Unie van Kalmar · Republiek Venetië · Waldeck-Pyrmont · Westfalen · Weimarrepubliek · Württemberg ·  Republiek der Zeven Verenigde Nederlanden (1572-1795) · Republiek der Zeven Verenigde Nederlanden (1650-1795)